# Coendou melanurus
Coendou melanurus — вид гризунів родини голкошерстові (Erethizontidae). Цей вид не виділявся в окремий, а перебував у складі Sphiggurus insidiosus аж до 1997 р., коли був виділений Восом і Ангерманом (англ. Voss and Angermann) і підтверджена наступними дослідженнями вчених.

## Поширення
Цей вид мешкає в первинних і вторинних лісах. Зустрічається в таких країнах: Бразилія, Гвіана, Гаяна, Суринам, Венесуела.

## Поведінка
Веде нічний і деревний спосіб життя; харчується плодами, личинками комах, овочами й корінням.

## Загрози та охорона
У деяких районах на нього полюють. Проживає на кількох природоохоронних територіях.